# 経営人類学
経営人類学（けいえいじんるいがく、Anthropology of Administration）は、文化人類学の一分野であり、組織や社会の管理・運営など、経営的側面に文化的な視点から接近する学問である。とはいえ、経営学と文化人類学の融合をめざす学際的営為の結実であるので、両者のアマルガムと言っても過言ではない。

## 概要
経営人類学は民族の生活や文化を研究してきた文化人類学の方法論を基軸に据え、先進地域の企業を対象としてきた経営学の手法を取り入れながら、日本の会社をはじめとする現代社会のさまざまな組織や社会、儀礼や神話、経営理念やガバナンスなどの問題に取り組んでいる。1993年に国立民族学博物館（民博）ではじまった会社文化をテーマとする一連の共同研究（研究代表者：中牧弘允、日置弘一郎）を端緒とし、1997年の『経営人類学ことはじめ ―会社とサラリーマン』で会社の「民族誌」と「常民」としてのサラリーマンを対象とする研究の方向性が示された。それ以降、「経営人類学シリーズ」（東方出版）だけでも10冊を超え、学術関係者だけでなくビジネスマンにも注目されている。世界的には2010年の『広西民族大学学報』の「経営人類学」特集を嚆矢とし、2014年刊行のハンドブックHandbook of Anthropology in Businessで紹介され、さらに2016年にSpringerから刊行されたEnterprise as an Instrument of Civilization: An Anthropological Approach to Business Administration により、民博発信の「経営人類学」は少しずつ知られるところとなっている。

## 研究対象と方法論
経営人類学の研究対象は多様であるが、これまでの研究は(1)社縁文化の研究と(2)経営理念の研究に大別される。社縁文化の研究は会社儀礼、会社神話、企業博物館などの調査にもとづくエスノグラフィー（民族誌）をめざし、経営理念の研究は日本企業をはじめとするアジア企業の生成・伝播・継承のダイナミズムを追究している。いずれの場合も会社を「利益共同体」という側面のみで捉えるのではなく、「生活（文化）共同体」としてトータルに把握することを目指している。その方法論は文献研究にとどまらず、インタビューや参与観察を駆使し、文化相対主義の立場から文化的価値観に照らしてコスモロジー（時間観・空間観）の把握につとめることを基本としている。より具体的には、以下のような特徴をもつ。
1. 研究対象を主体と切り離された客体としてとらえ、「普遍的」「客観的」法則を見つけようとする「科学的」立場ではなく、主として参与観察やインタビューによりながら、主体と対象間の「相互主観的な意味解釈」を重視しようとすること。
2. 特定の現象や行為に対して「合理的」VS.「非合理的」という二分法的な分析枠組みをとらないこと。
3. 現象理解に際して「要素還元主義」を採らず、できる限り「全体」を把握しようと努めること。
4. 分析方法としては「理論→演繹」「仮説→検証」ではなく、「現象→解釈（記述）→帰納」という方法を重視すること。
5. 現象記述に関しては、「原因→結果」という機能主義的説明から「物語形成」「意味了解」という解釈主義的な方法をとることが多い。